# Nati nel 1547
| Questa pagina contiene informazioni ricavate automaticamente dalle voci biografiche con l'ausilio del template Bio e di un bot. L'aggiornamento è periodico e automatico e ricostruisce completamente la pagina. Se manca una persona in questa lista, sei pregato di non aggiungerla, ma accertati piuttosto che la sua voce biografica contenga il template Bio e che i dati anagrafici siano correttamente compilati. Se il template Bio manca, inseriscilo tu stesso o, in alternativa, metti l'avviso {{tmp\|Bio}} che ne segnala la mancanza. Se i dati riportati sono sbagliati, correggi direttamente la voce biografica; le modifiche saranno visibili in questa lista entro pochi giorni. Per chiarimenti vedi il progetto biografie. La lista contiene solo le 67 persone che sono citate nell'enciclopedia e per le quali è stato implementato correttamente il template Bio. Pagina aggiornata al 18 giu 2025. |

## Gennaio(3)
- 15 gennaio - Edvige di Württemberg, principessa tedesca († 1590)
- 22 gennaio - Carlo II di Hohenzollern-Sigmaringen, nobile († 1606)
- 24 gennaio - Giovanna d'Austria, sovrana († 1578)

## Febbraio(4)
- 8 febbraio - Girolamo Mattei, cardinale, nobile e collezionista d'arte italiano († 1603)
- 13 febbraio - Aldo Manuzio il Giovane, editore italiano († 1597)
- 18 febbraio - Bahāʾ al-Dīn al-ʿĀmilī, filosofo, architetto e matematico arabo († 1621)
- 24 febbraio - Giovanni d'Austria, generale, ammiraglio e diplomatico tedesco († 1578)

## Marzo(3)
- 1º marzo - Rudolph Göckel, umanista e filosofo tedesco († 1628)
- 7 marzo - Satake Yoshishige, militare giapponese († 1612)
- 19 marzo - Carlo Pascale, letterato e diplomatico italiano († 1625)

## Aprile(3)
- 8 aprile - Lucrezia Bendidio, italiana
- 13 aprile - Lorenzo Campeggi, vescovo cattolico italiano († 1585)
- 14 aprile - Joannes Busaeus, teologo olandese († 1611)

## Maggio(1)
- 4 maggio - Michele Priuli, vescovo cattolico italiano († 1603)

## Luglio(2)
- 5 luglio - Garzia de' Medici, nobile italiano († 1562)
- 15 luglio - Lorenzo Usimbardi, politico italiano († 1636)

## Agosto(1)
- 10 agosto - Francesco II di Sassonia-Lauenburg, duca († 1619)

## Settembre(7)
- 6 settembre - Giovanni Bonifacio, scrittore, giurista e storiografo italiano († 1635)
- 7 settembre - Giovanni Maria Boldù, politico italiano († 1624)
- 10 settembre - Giorgio I d'Assia-Darmstadt († 1596)
- 14 settembre - Johan van Oldenbarnevelt, politico olandese († 1619)
- 22 settembre - Nicodemus Frischlin, umanista, filologo e drammaturgo tedesco († 1590)
- 24 settembre - Faizi, poeta indiano († 1595)
- 29 settembre - Miguel de Cervantes, scrittore, poeta e drammaturgo spagnolo († 1616)

## Ottobre(6)
- 2 ottobre - Filippo Luigi del Palatinato-Neuburg, conte († 1614)
- 14 ottobre - Francesco Corner, cardinale e vescovo cattolico italiano († 1598)
- 17 ottobre - Camilla Martelli, italiana († 1590)
- 18 ottobre - Giusto Lipsio, filosofo, umanista e filologo fiammingo († 1606)
- 21 ottobre - Orsola Benincasa, religiosa e mistica italiana († 1618)
- 29 ottobre - Sofia Vasa, principessa svedese († 1611)

## Novembre(4)
- 7 novembre - Rodolfo Ospiniano, teologo svizzero († 1626)
- 10 novembre - Gebhard Truchsess von Waldburg, arcivescovo cattolico tedesco († 1601)
- 12 novembre - Claudia di Valois, principessa francese († 1575)
- 30 novembre - Carlo Antonio Dal Pozzo, arcivescovo cattolico e giurista italiano († 1607)

## Dicembre(1)
- 8 dicembre - Emilio Maria Manolesso, letterato italiano

## Senza giorno specificato(32)
- Mateo Alemán, scrittore spagnolo
- David Altenstetter, orafo tedesco († 1617)
- Alvise Bon, nobiluomo italiano († 1603)
- Battista Antonelli, ingegnere militare italiano († 1616)
- Bakhtunnissa Begum, principessa indiana († 1608)
- Camillo Baldi, letterato italiano († 1634)
- Giuseppe Buonfiglio, militare e storico italiano († 1622)
- Battista Castello, pittore, miniatore e orafo italiano († 1637)
- Andrea Corner, nobile, storico e poeta italiano († 1616)
- Dionisio di Zante, vescovo ortodosso greco († 1622)
- Henry Grey, I barone Grey di Groby, nobile inglese († 1614)
- Jurij Dalmatin, scrittore e religioso sloveno († 1589)
- Kikkawa Tsuneie, militare giapponese († 1581)
- Krzysztof Mikołaj Radziwiłł, nobile e politico polacco († 1603)
- Jacopo Ligozzi, pittore italiano († 1627)
- Gregorio López de Tovar, giurista spagnolo († 1636)
- Cristofano Malvezzi, compositore italiano († 1597)
- John Norreys, militare inglese († 1597)
- Oichi, giapponese († 1583)
- Troilo Orsini, diplomatico e condottiero italiano († 1577)
- Anna Maria di Ortenburg, nobildonna tedesca († 1601)
- Bartolomé Román, pittore spagnolo († 1647)
- Sanada Masayuki, militare giapponese († 1611)
- Diana Scultori Ghisi, artista italiana († 1612)
- Shimazu Iehisa, militare giapponese († 1587)
- Orazio Spinola, cardinale e arcivescovo cattolico italiano († 1616)
- Unkoku Togan, pittore giapponese († 1618)
- Alfio Vinci, architetto e gesuita italiano († 1592)
- Roemer Visscher, mercante olandese († 1620)
- Alof de Wignacourt, militare francese († 1622)
- Stanisław Żółkiewski, militare polacco († 1620)
- Diomede della Corgna, nobile e politico italiano († 1596)